# Garaże
Garaże – czwarty album polskiego muzyka Igora Sobczyka, znanego bardziej jako IGS. Był to zbiór utworów nagranych w okresie od 2001 do 2005 roku. Wśród gości pojawili się między innymi: Chada, Pih, DonGuralEsko, Borixon czy Tede.

## Lista utworów
Źródła.
1. „Chodź ze mną” (gościnnie: Chada, Pih, MyNieMy, Pyskaty) – 3:38
2. „Dokąd się tak spieszysz” (wolny styl) (gościnnie: CNE) – 4:25
3. „Zapnij pasy” (gościnnie: HST) – 3:43
4. „To cała mądrość” (gościnnie: Ania) – 4:11
5. „Batiman” (gościnnie: Bas Tajpan) – 3:09
6. „Comming Home Baby” (Z. Breaux) (gościnnie: Going Across) – 5:12
7. „DoPrawdy” (gościnnie: Gano, Stoki) – 4:02
8. „Alchemia” (wolny styl) (gościnnie: Tede, Borixon) – 4:16
9. „2003 rok” (gościnnie: Ania Sool) – 4:06
10. „Kunszt” (gościnnie: DonGuralEsko, RR Brygada) – 4:28
11. „Let's Talk” (P. Łuszkiewicz) (gościnnie: Going Across) – 4:07
12. „Lubię dobre” (gościnnie: Gutek, Tede)